# Acorán Hernández Mendoza
Acorán Juan Hernández Mendoza (30 de diciembre de 1990) es un deportista español que compite en halterofilia. Ganó dos medallas en el Campeonato Europeo de Halterofilia, en los años 2022 y 2023, en la categoría de 67 kg.

## Palmarés internacional
| Campeonato Europeo | Campeonato Europeo | Campeonato Europeo | Campeonato Europeo |
| Año                | Lugar              | Medalla            | Categoría          |
| ------------------ | ------------------ | ------------------ | ------------------ |
| 2022               | Tirana (Albania)   | Medalla de bronce  | 67 kg              |
| 2023               | Ereván (Armenia)   | Medalla de plata   | 67 kg              |